# Carl Rottmann

Carl Anton Joseph Rottmann (født 11. januar 1797 i Handschuhsheim ved Heidelberg, død 7. juli 1850 i München) var en tysk maler,  bror til Leopold Rottmann.
Han lærte først hos sin far, maleren og tegnelæreren Friedrich Rottmann og modtog uden synderlig tilfredsstillelse fra 1822 undervisning på Münchens Akademi. Fra det bayerske højland udvidede han på en rejse 1826—28 sit studiefelt til det italienske bjerglandskab. Resultatet heraf blev de grandiose og storlinjede 28 italienske landskaber i fresko i arkaderne i Münchens Hofgarten (1829—33, nu delvis ødelagte af vejrliget; kartonerne i Darmstadts Galleri). Efter en rejse til Grækenland 1834 malede han (enkaustisk på cementgrund) en cyklus af 23 landskaber, atter af betydelig linjeskønhed, men særlig ejendommelige ved deres fine lysvirkning (Münchens ny Pinakoteks "Rottmann Zimmer"). Flere af disse arbejder gengav han senere i olie. Staffelibilleder af Rottmann findes nu i mange tyske museer: Havkyst i storm (Schackgalerie i München), Æginatemplet (Raczynski-Galleri i Berlin), tre i Berlins Nationalgalleri etc. Rottmann indtager en fremragende plads i kunsthistorien; påvirket af Poussin og Joseph Anton Koch fortsætter han det heroiske landskab, der lægger alle landskabets bimotiver til side for at dvæle ved de store, karakteristiske træk, den monumentale linje virkning.